# The Duke (film, 2020)
Pour les articles homonymes, voir The Duke.
Pour plus de détails, voir Fiche technique et Distribution.
The Duke est un film britannique réalisé par Roger Michell, sorti en 2020.
Le film relate le vol du tableau Portrait du duc de Wellington de Francisco de Goya à la National Gallery en 1961 dont sera accusé un chauffeur de taxi du nom de Kempton Bunton.
Il est présenté à la Mostra de Venise 2020.

## Synopsis
En 1961, un sexagénaire britannique, Kempton Bunton, passe en jugement, accusé d'avoir volé à la National Gallery le Portrait du duc de Wellington peint par Francisco Goya.
Un flashback nous ramène 6 mois en arrière : à Newcastle upon Tyne, Kempton écrit des pièces de théâtre qu'il envoie à la BBC ; il veut se battre pour améliorer le sort des petites gens, au grand dam de son épouse Dorothy, qui travaille comme femme de ménage pour une famille aisée. Son fils Jackie rêve de construire des bateaux. Kempton se rend régulièrement sur la tombe de leur fille Marian, morte à l'âge de 18 ans lors d'un accident de vélo. Le tableau de Goya fait la une de la presse, car les autorités britanniques ont dépensé 140 000 livres sterling pour l'empêcher de quitter le pays, une somme qui scandalise Kempton.
Une mystérieuse personne s'introduit de nuit dans le musée et dérobe le tableau. Il se retrouve au domicile de la famille Bunton, et Jackie construit un double fond pour une armoire[incompréhensible], afin de le dissimuler. Kempton fait parvenir ses revendications : il ne rendra le tableau qu'à condition que les autorités dispensent les personnes âgées de redevance audiovisuelle. Kenny, le fils ainé de Dorothy et Kempton, vient leur rendre visite avec son amie Pammy, qui découvre par hasard le tableau. Elle menace Kempton de le dénoncer. Ce dernier décide alors de rendre le tableau et d'avouer le vol.
Lors de son procès, Kempton plaide non coupable. Sa volubilité et son humour sont appréciés par le nombreux public venu assister au procès. Jackie avoue à sa mère que c'est en fait lui, et non son père, qui a volé le tableau. L'avocat de Kempton plaide qu'il ne s'agit pas vraiment d'un vol, plutôt d'un emprunt, puisque l'intention de Kempton était de toute façon de le rendre. Le jury décide finalement de déclarer Kempton coupable uniquement du vol du cadre, et de le déclarer non coupable du vol du tableau et de tous les autres chefs d'accusation. Kempton est libéré après 3 mois de prison.
Quatre ans après, Jackie veut se libérer de son sentiment de culpabilité en se dénonçant auprès de la police. Mais les autorités préfèrent ne pas le poursuivre, craignant que Kempton ne soit appelé à témoigner lors du procès et ne gagne à nouveau le soutien du public grâce à son bagout.

## Fiche technique
Sauf indication contraire, les informations mentionnées dans cette section peuvent être confirmées par la base de données cinématographiques IMDb,  présente dans la section « Liens externes ».
- Titre original : The Duke
- Réalisation : Roger Michell
- Scénario : Richard Bean et Clive Coleman
- Musique : George Fenton
- Décors : Kristian Milsted, Libby Uppington
- Costumes : Dinah Collin
- Photographie : Mike Eley
- Son : Martin Beresford
- Montage : Kristina Hetherington
- Production : Nicky Bentham
- Sociétés de production : Pathé UK, Ingenious Media, Screen Yorkshire
- Pays de production :  Royaume-Uni
- Format : couleur
- Genre : comédie dramatique et biographique
- Durée : 96 minutes
- Dates de sortie :
  - Italie : 4 septembre 2020 (Mostra de Venise 2020)
  - Royaume-Uni : 3 septembre 2021
  - Belgique : 20 avril 2022[1]
  - France : 11 mai 2022[2]
  - Suisse romande : 1er juin 2022

## Distribution
- Jim Broadbent (VFB : Michel Hinderyckx) : Kempton Bunton
- Helen Mirren (VFB : Nicole Shirer) : Dorothy « Dolly » Bunton
- Fionn Whitehead (VFB : Corentin Burki) : Jackie Bunton
- Aimée Kelly (VFB : Ludivine Deworst) : Irene
- Craig Conway (en) : M. Walker
- Anna Maxwell Martin (VFB : Angélique Leleux) : Mme Gowling
- Jack Bandeira (VFB : Alexandre Crépet) : Kenny Bunton
- Charlotte Spencer (VFB : Helena Coppejans) : Pammy
- Matthew Goode (VFB : Pierre Lognay) : Jeremy Hutchinson (en)
- Joshua McGuire : Eric Crowther
- John Heffernan : Neddie Cussen
- Andrew Havill : Sir Philip Hendy
- James Wilby : le juge Carl Arnold
- Heather Craney (VFB : Manuela Servais) : Debbie, la greffière
- Richard McCabe (VFB : Martin Spinhayer) : le Secrétaire d'Etat à l'Intérieur Rab Butler

## Production
Le 22 septembre 2020, Pathé annonce la vente des droits de distribution du film à Sony Pictures Classics Inc. pour divers territoires dont les États-Unis, la Scandinavie et l'Amérique latine.

## Accueil

### Critique
En France, le site Allociné recense une moyenne des critiques presse de 3,5/5.

## Distinction

### Sélection
- Mostra de Venise 2020 : sélection hors compétition

## Analyse